# バカラ (ムルト＝エ＝モゼル県)
バカラ （Baccarat、ロレーヌ方言:Bocorrot）は、フランス、グラン・テスト地域圏、ムルト＝エ＝モゼル県のコミューン。ナンシーの南東50kmのムルト川岸にある。
バカラは、ローマ時代発祥のコミューン、ドヌーヴル（fr:Deneuvre）周辺部に最初つくられた。バカラという名は、バッカスに由来するBacchi-araから発生したとされる。中世にはメス司教座に属する城があった。1305年、サルム家のブラモン領主アンリが、メス司教座へドヌーヴルの町を寄進した。寄進地の周りを守るようにできた足元の定住地が、バカラの発祥となった。
1764年、ルイ15世がメス司教に、バカラでガラス工房をつくることを許可した。クリスタルガラス製造として有名になるにつれ、工房の名は単にバカラと呼ばれるようになった。町内にあるクリスタルガラス美術館は、ロレーヌ最大の私設美術館である。

## 姉妹都市
- ゲルンスバッハ、ドイツ